# Antonio van de Pere

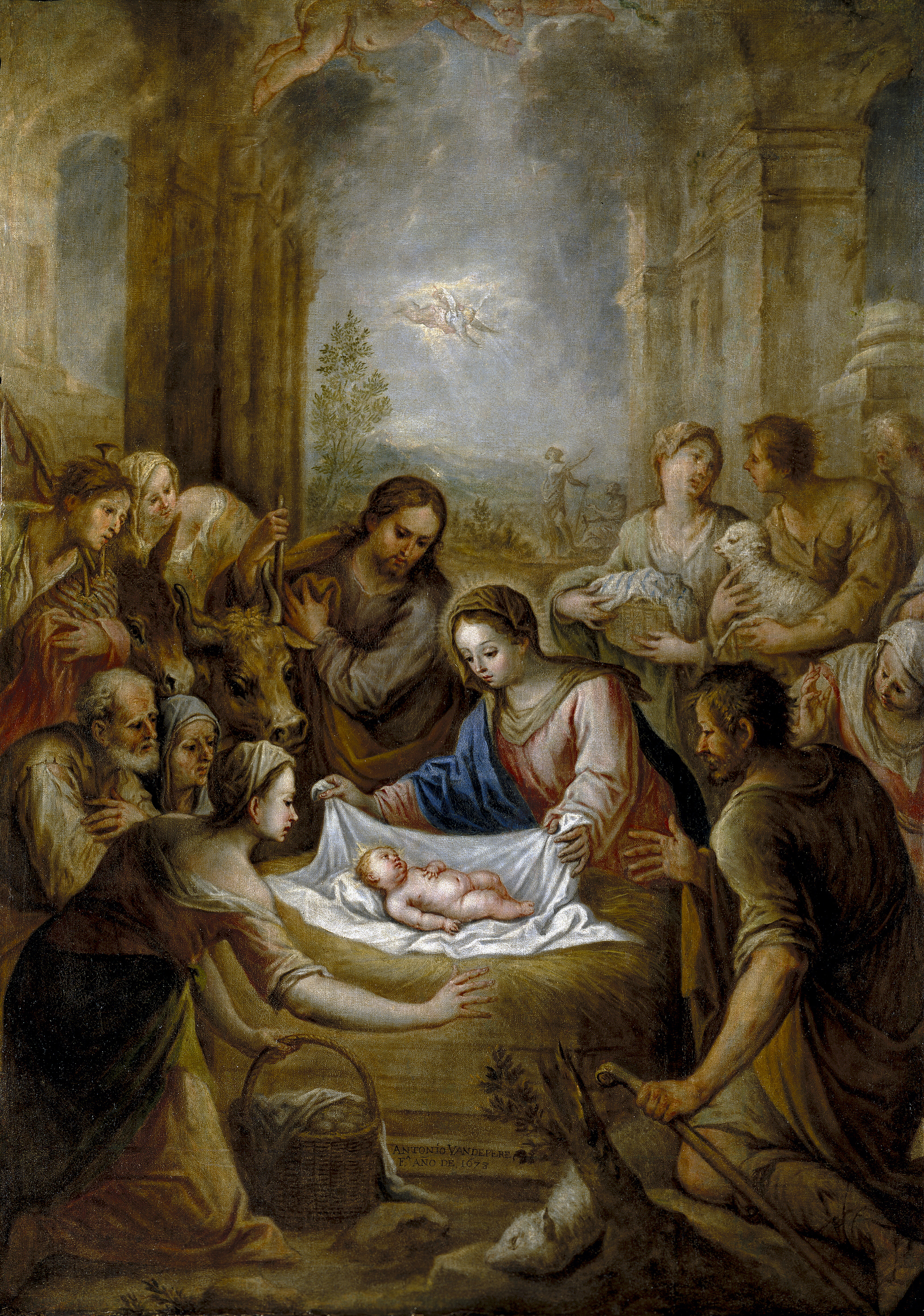
Adoración de los pastores, 1678, óleo sobre lienzo (185×131 cm.), Museo del Prado, depositado en el Museo de Zamora.

Antonio van de Pere (c. 1618-c. 1688). Pintor barroco español activo en Madrid de quien se conserva un volumen de obra considerable, de tono discreto y calidad desigual.

## Biografía
Según la información recogida por Antonio Palomino, aunque posteriormente no incorporase su biografía en El parnaso español, nacería hacia 1618, pues le dice fallecido en 1688 a la edad de setenta años. Hijo de Pedro van de Pere (fallecido en 1642), pintor de origen flamenco establecido en Madrid, y de María Izquierdo, debió de formarse con su padre y en compañía de su cuñado, el también pintor Cristóbal de Heras, quien, según se desprende de su testamento fechado en 1645, se ocupaba en pinturas de devoción y países. Como otros pintores flamencos establecidos en Madrid (Felipe Diricksen, Juan van der Hamen), es posible que heredase también de su padre una plaza de archero en la guardia de corps del rey.

## Obra
En la producción de Van de Pere, centrada en la pintura religiosa para iglesias y conventos de Madrid y sus alrededores o para la devoción privada, predominan los tonos grises y apagados, aunque parece advertirse una evolución hacia fórmulas de más rico color, a la manera de Francisco Rizi, visible en cuadros como el Bautismo de Cristo de la iglesia parroquial de Valdemoro. Además de la pintura al óleo practicó la pintura al fresco y al temple, observándose en las pechinas al fresco de la parroquial de Valdemoro, fechadas en 1660, la rápida asimilación de los modelos decorativos de Colonna y Mitelli. En este orden consta su participación en 1680 en la realización de los arcos y demás ornamentos festivos con que Madrid se preparó para recibir a María Luisa de Orleáns, junto  con Francisco Ignacio Ruiz de la Iglesia, Alonso del Arco y otros.
En la que quizá sea su obra maestra, Elías y Enoch del Museo del Prado, depositado en el Museo de Cádiz, procedente del claustro de los carmelitas calzados de Madrid, Van de Pere muestra sus dotes para la pintura de flores, como se observa también en algunas de sus repetidas Anunciaciones, al situar la escena en un alegre jardín de rico tono decorativo. En otras ocasiones (Niño Jesús triunfante de la muerte, firmado y fechado en 1669, Catedral Magistral, Alcalá de Henares), se acerca a Antonio de Pereda, a quien en alguna ocasión se han atribuido obras de Van de Pere.